# Želivského (stanice metra)
Želivského (zkratka ZE) je stanice metra nacházející se v Praze pod Vinohradskou ulicí u Olšanských hřbitovů. Stanice je součástí linky A. Byla otevřena 15. prosince 1980, k 600. výročí narození Jana Želivského, po kterém je pojmenována. Její projektový název byl Olšanská. Hovořilo se i o možnosti pojmenovat stanici Vinohradská nemocnice podle nedaleké Fakultní nemocnice Královské Vinohrady.

## Charakteristika

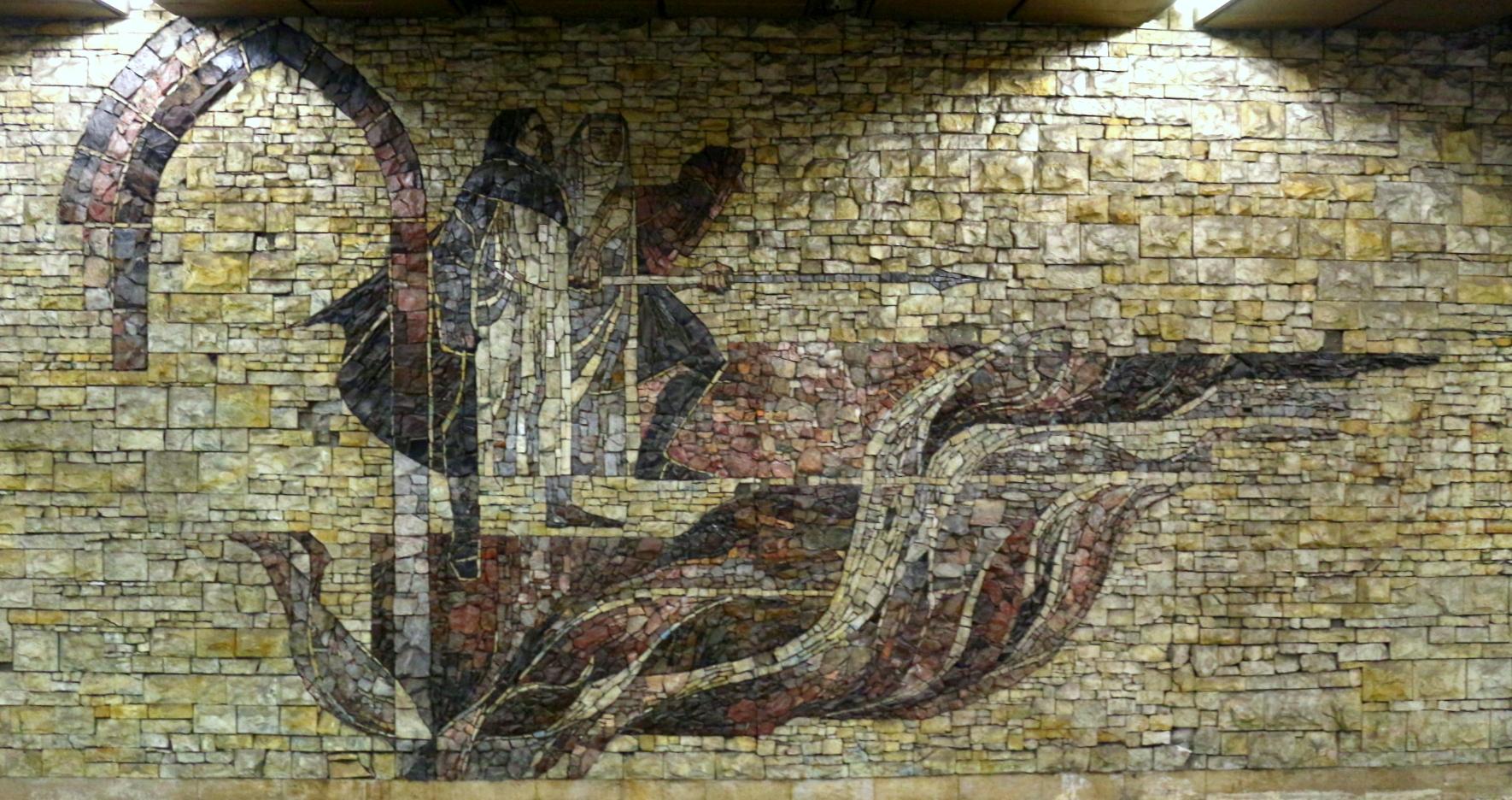
Mozaika Jan Želivský a jeho doba Jiřiny Adamcové z roku 1979 ve vestibulu stanice.

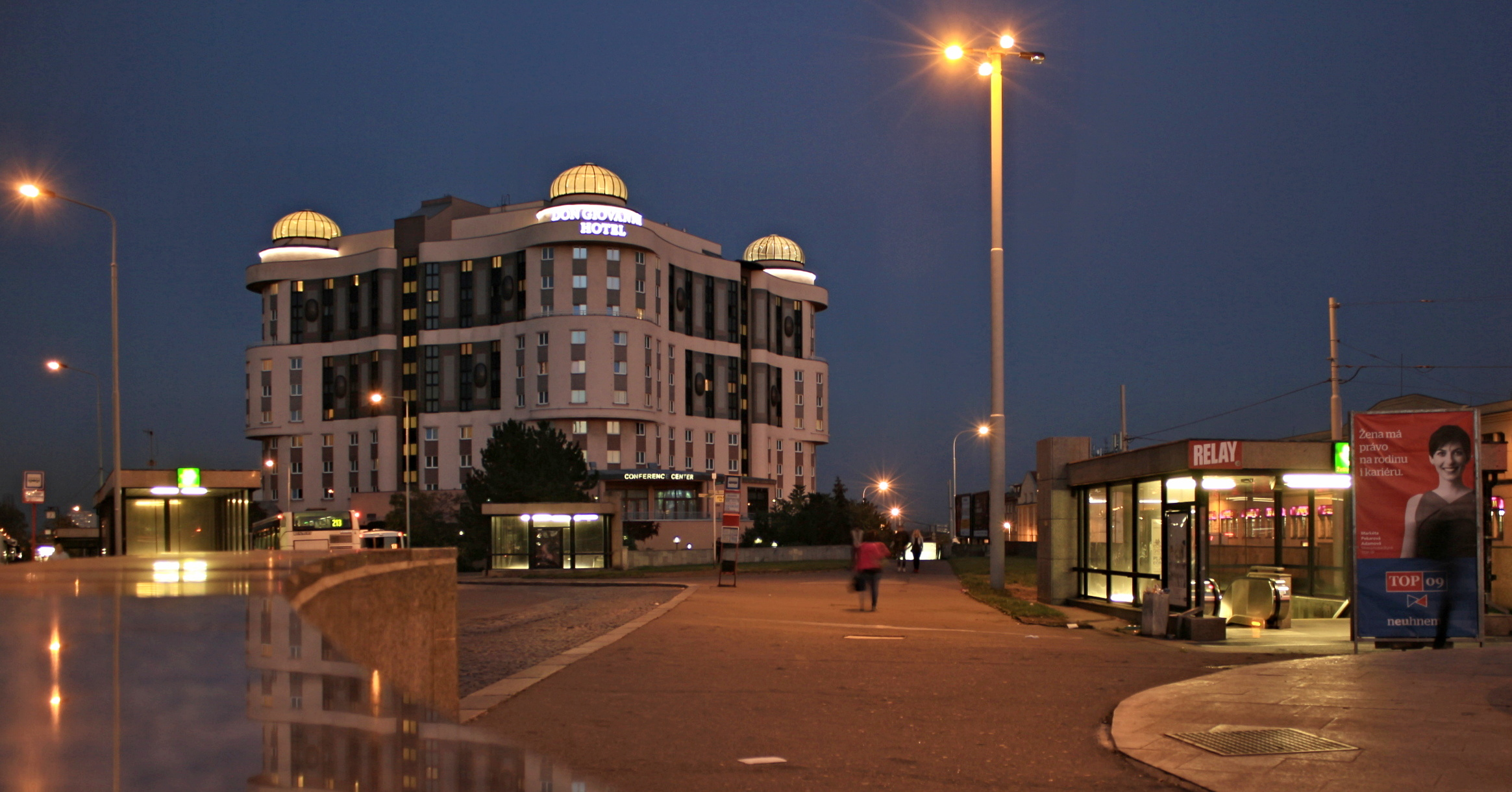
Hotel Don Giovanni a vstup do metra.

Stanice je ražená, pilířová, trojlodní se zkrácenou střední lodí a s 10 páry prostupů na nástupiště, jež je 26,6 m hluboko. Je dlouhá 148 m, z toho nástupiště 100 m. Obkladem stanice jsou hliníkové eloxované výlisky v hnědožluté barvě. Stanice má jeden vestibul pod Vinohradskou třídou, 5,6 m pod povrchem. Vestibul je s ulicí spojen třemi výstupy s eskalátory a s nástupištěm dlouhým eskalátorovým tunelem. Za stanicí se nacházely dvě odstavné a jedna obratová kolej, umožňující ukončení celé trasy. Proražením tunelů za odstavnými kolejemi došlo k prodloužení trasy do stanice Strašnická. Obratová kolej se v současné době používá k obratům nebo deponování souprav např. při mimořádnostech (závada na soupravě atd.). Výstavba stanice v roce 1980 stála 301 milionů Kčs.
Stanice zatím neprošla rekonstrukcí a je poslední ukázkou původní architektury trasy AI resp. AII. Systém závěsných svítidel v eskalátorovém tunelu spolu s tvarovaným hliníkovým obložením stěn působil jako pohlcovač provozního hluku schodů. Nepůvodními prvky jsou jen reklamní plochy na bocích eskalátorového tunelu a nový informační systém. Dolní staniční prostory jsou znehodnoceny průsaky a nánosy rzi na hliníkových a tombakových obkladech.
Ve vestibulu se nachází kamenná mozaika Jan Želivský a jeho doba od Jiřiny Adamcové a Evy Břuskové, která je také autorkou architektonického řešení celé stanice. Mozaika o rozměrech 3×17 metrů zobrazuje husity stylizované do role revolucionářů a podle architekta Petra Kučery má ideologický podtext.

## Okolní objekty
- Hotel Don Giovanni
- Olšanské hřbitovy
- Nový židovský hřbitov na Olšanech
- Hagibor
- budova rádia Svobodná Evropa